# Гипергигант
Гипергига́нт — звезда огромной массы и размеров, имеющая на диаграмме Герцшпрунга — Рассела класс светимости 0. Гипергиганты определяются как самые мощные, самые тяжёлые, самые яркие и одновременно самые редкие и короткоживущие сверхгиганты. Обычно гипергигантами считаются сверхгиганты ярче −8m. KY Лебедя является примером пограничной звезды; объект с меньшей светимостью уже не будет классифицироваться как гипергигант.

## Характеристики гипергиганта
Масса гипергиганта намного превышает массу любой звезды, даже сверхгиганта — так, типичный гипергигант в 6 раз более массивный, чем такая мощная звезда, как Ригель. Типичная масса гипергиганта — 100—120 масс Солнца и более, вплоть до 200—250 масс Солнца (самой массивной известной на данный момент считается R136a1, имеющая массу 315 масс Солнца). По размерам гипергиганты не больше сверхгигантов, однако их масса намного больше, поэтому они приближаются к теоретическому пределу массы, являющейся критической, на грани перехода к формированию чёрной дыры, и крайне неустойчивы. Самой большой по размерам звездой, известной науке, является Stephenson 2-18. Радиус звезды составляет 2150 радиусов Солнца. Излучение их тоже очень велико, а процессы, которые проходят в ходе их очень быстрой эволюции, грандиозны.
Светимость гипергигантов может превышать 500 тысяч светимостей Солнца, а иногда она составляет миллионы светимостей Солнца, так, типичный гипергигант более чем в десять раз ярче Ригеля.
Температура поверхности гипергигантов сильно различается — она может быть как 3200 К, так и выше 35 000 К. Большинство гипергигантов классифицируются как яркие голубые переменные звёзды типа S Золотой Рыбы.
Гипергиганты имеют крайне маленькую продолжительность жизни — так, продолжительность жизни гипергиганта равна в среднем одному-двум, максимум — нескольким миллионам лет. Причина этого в том, что из-за большой массы гипергиганта создаётся громадное давление и температура, пропорционально ускоряющие процесс ядерного синтеза, что в свою очередь компенсирует силы гравитации и не дает звезде сколлапсировать. Такие массивные звёзды являются большой редкостью, в нашей Галактике всего насчитывается примерно десяток гипергигантов.

## Известные гипергиганты

### Яркие голубые переменные
- P Лебедя, расположена от нас на расстоянии 5000—6000 световых лет.
- S Золотой Рыбы
- Эта Киля, один из самых близких и один из самых мощных и неустойчивых гипергигантов в нашей Галактике. Расстояние до Эты Киля равно 7500—8000 световых лет. Светимость звезды составляет 5 миллионов светимостей Солнца. Предположительно, звезда станет сверхновой через несколько десятков тысяч лет. Видна только к югу от 27° с. ш.
- Звезда Пистолет, расположенная в окрестностях центра Млечного Пути на расстоянии 25 000 световых лет от нас. Масса звезды — 150 солнечных, а светимость превышает миллион солнечных. Возраст звезды около 2 миллионов лет.
- Звёзды в скоплении 1806-20. Одна из звёзд, LBV 1806-20, является самой мощной известной на текущий момент звездой в скоплении 1806-20, её светимость в 2 миллиона раз больше солнечной, а масса превышает солнечную почти в 200 раз. Размеры звезды тоже очень велики — будучи помещённой в Солнечную систему, она бы поглотила планеты до Марса. Звезда тоже находится в созвездии Стрельца, однако она не видна невооружённым глазом, расстояние до неё варьируется от 30 000 до 49 000 световых лет.

### Голубые гипергиганты
- R136a1 — самая массивная и имеющая самую большую светимость звезда во Вселенной, которая известна науке на данный момент. Расположена в эмиссионной туманности NGC 2070 (Туманность «Тарантул») её масса составляет 315 масс Солнца;
- Дзета¹ Скорпиона — ярчайшая звезда ОВ-ассоциации Скорпион ОВ1 и кандидат в яркие голубые переменные;
- MWC 314 в созвездии Орла, другой кандидат в яркие голубые переменные;
- HD 169454 в созвездии Щита;
- BD -14° 5037 вблизи последней;
- Лебедь ОВ2-12, тоже один из кандидатов в яркие голубые переменные;
- HD 37974 и HD 268835 (также известны как R 126 и R 66) в Большом Магеллановом Облаке, знамениты своим уникальными пылевыми дисками, по массе превосходящими пояс Койпера минимум на порядок.

### Жёлтые гипергиганты
- ρ Кассиопеи, звезда в 550 000 раз превосходящая по светимости Солнце. Эта звезда может быть видна невооружённым глазом в ясную ночь как звезда с видимым блеском 4,52m. Удалена от нас на расстояние 12 000 световых лет;
- HR 8752;
- IRC+10420.

### Красные гипергиганты
- RW Цефея;
- NML Лебедя;
- VX Стрельца;
- S Персея;
- VY Большого Пса;
- WOH G64;
- UY Щита;
- Stephenson 2-18,